# Anton Boudewijn van Deinse
Anton Boudewijn van Deinse (* 9. November 1885 in Nijmegen; †  11. Juli 1965 in Rotterdam), häufig A. B. van Deinse geschrieben, war ein niederländischer Zoologe und Lehrer. Sein Hauptinteresse galt der Walforschung.

## Leben
Van Deinse war der Sohn von Peter Adriaan van Deinse und Maria Aitton. Er verbrachte seine Jugend in Arnheim, wo sein Vater Gymnasiallehrer war. Nach fünf Jahren an der Hbs legte er 1906 seine Abschlussprüfung ab. Durch den Einfluss seines Biologielehrers Anthonie Cornelis Oudemans studierte er an anschließend an der Universität Utrecht. Am 9. November 1910, an seinem 25. Geburtstag, erhielt er das Zertifikat M.O. K-IV (für Zoologie, Botanik, Mineralogie und Geologie). 1911 wurde er an der Universität Leiden vom Chefzoologen Gualtherus Carel Jacob Vosmaer zum Oberassistenten am zoologischen Laboratorium ernannt. Ab Januar 1913 wurde er als Biologielehrer am Erasmiaans Gymnasium in Rotterdam angestellt, wo er bis zu seiner Pensionierung im Jahr 1951 tätig war. Zunächst war es für Van Deinse unmöglich, akademische Prüfungen abzulegen, da er keine gymnasiale Ausbildung genossen hatte. Doch mit der Verabschiedung des Wet Limburg im Jahr 1917 und seiner Einführung im Jahr 1920, wurde das Promotionsrecht auch für Inhaber des Hbs-Abschlusses eröffnet. Van Deinse heiratete im Juli 1921 Hermina Johanna Postma. Aus dieser Ehe ging ein Sohn hervor. Als seine erste Frau im Jahr 1925 starb, heiratete er im Juli 1926 Wilhelmina Kalkman, mit der er eine Tochter hatte.
Während seiner Lehrtätigkeit absolvierte van Deinse sein Kandidaatsstudium an der Universität Utrecht, das er 1922 in Mathematik und Physik abschloss. 1924 legte er sein Doktoratsexamen ab. Am 7. Juli 1931 wurde er mit der Dissertation De fossiele en recente Cetacea van Nederland unter der Leitung von Hugo Frederik Nierstrasz mit der Bewertung magna cum laude zum Doktor promoviert.
Die Spezialisierung auf fossile Wale geschah auf Anregung des Geologen Pieter Tesch aus Haarlem. Dafür nahm er vier Jahre an Ausgrabungsarbeiten im Osten des Landes, nahe der alten miozänen Küstenlinie, teil. Im Steinbruch Wiegerink und am Needse Berg wurden 1200 fossile Knochen gesammelt und in den Naturkundemuseen in Brüssel und London bestimmt. Durch seine jährlichen Berichte über gestrandete Wale wurde er auch international bekannt. 1937 schrieb van Deinse über zwei Pottwale, die bei Breskens und Terneuzen gestrandet waren und dann nach Rotterdam gebracht wurden, wo sie am 1. März desselben Jahres an der Parkkade ausgestellt wurden. Die Absicht war, dass die Tiere an Ort und Stelle seziert werden und die Skelette anschließend in das Rijksmuseum van Natuurlijke Historie in Leiden gebracht werden. Der Verwesungsgestank war bereits in der Rochussenstraat zu riechen. Unter der Leitung von Deinse wurde in einem benachbarten Schuppen ein Essen mit Pottwalfleisch abgehalten, woraufhin erklärt wurde, dass das Fleisch dieser Tiere noch sehr genießbar sei! Einige Schüler des Gymnasiums erhielten von ihrem Lehrer ein Stück Pottwalspeck in Formalin als Souvenir. 1946 gab er eine Zusammenfassung der zwischen 1931 und 1944 gemachten Walfunde heraus, und danach veröffentlichte er jährliche Berichte über Walstrandungen; sein letzter Bericht erschien posthum 1966.
Van Deinse war Mitglied der Königlich Batavischen Gesellschaft der Künste und Wissenschaften in Rotterdam, der Provinzialgesellschaften von Utrecht, Zeeland und Friesland, niederländisches Mitglied und Ehrenmitglied der Benelux-vereniging voor Zoogdieren en Zoogkunde, Mitglied des Natuurhistorische Club te Rotterdam. Er war auch Ehrenmitglied der Koninklijke Nederlandse Natuurhistorische Vereniging (KNNV) sowie Vorsitzender und Ehrenvorsitzender der Rotterdamer Niederlassung dieser Gesellschaft, zu deren Gründern er 1916 gehörte. In naturkundlichen Kreisen in Rotterdam trug er den Beinamen Prinz der Wale. Er gehörte 1927 zu den Gründern des Vereins zur Errichtung und Erhaltung des Natuurhistorisch Museum Rotterdam, der dank eines Teils des Hoffman-Nachlasses 1935 die Villa an der Mathenesserlaan kaufen und als Museum einrichten konnte. Von Deinse war auch 40 Jahre als Kolumnist bei der Tageszeitung Nieuwe Rotterdamsche Courant (N.R.C.) tätig. Seine Sammlungen befinden sich im Museum Naturalis in Leiden.

## Deinsea
Die nach van Deinse benannte Zeitschrift Deinsea ist eine Publikation des Natuurhistorisch Museum Rotterdam. Sie veröffentlicht Originalarbeiten und kurze Mitteilungen, die sich mit allen Aspekten der Naturgeschichte und Stadtökologie befassen. Die ersten 14 Bände wurden zwischen 1994 und 2010 im Druck veröffentlicht. Ab Band 15 (2012) wurde Deinsea zur Online-Publikation.
Nach einer längeren Produktionspause wurde die Zeitschrift im Jahr 2016 wiederbelebt, neu gestaltet und mit dem Titel Online Journal of the Natural History Museum Rotterdam versehen.